# Mmathubudukwane
Mmathubudukwane é uma vila localizada no distrito de Kgatleng em Botswana. Possuía, em 2011, uma população estimada de 2 203 habitantes.